# Não Pare de Adorar
Não Pare de Adorar é o vigésimo nono álbum da cantora brasileira Shirley Carvalhaes, lançado no ano de 2008 pela gravadora Art Gospel.
Após 5 meses o CD vendeu 125 mil cópias, sendo premiado como Disco de Platina. Totalizando mas de 500 Mil Cópias.
1. ↑  «Shirley Carvalhaes (Discografia)». Apreço Musical. Consultado em 23 de março de 2013
2. ↑  «Discografia Shirley Carvalhaes». Super Gospel. Consultado em 7 de maio de 2013